# Al·lanita-(La)
L'al·lanita-(La) és un mineral de la classe dels silicats, que pertany al grup de l'al·lanita. Va rebre el seu nom l'any in 1810 per Thomas Thomson en honor de Thomas Allan (1777-1833), mineralogista escocès qui primer va observar el mineral. Va rebre el sufix "-(La)" més tard per designar que aquesta espècie és la que té el lantani com a element dominant d'entre totes les al·lanites.

## Característiques
L'al·lanita-(La) és un sorosilicat de fórmula química {CaLa}{Al₂Fe2+}(Si₂O₇)(SiO₄)O(OH). Va ser aprovada com a espècie vàlida per l'Associació Mineralògica Internacional l'any 2003. Cristal·litza en el sistema monoclínic. La seva duresa a l'escala de Mohs és 6. És l'espècie anàloga a l'al·lanita-(Ce) però amb contingut de lantani que reemplaça el ceri.
Segons la classificació de Nickel-Strunz, l'al·lanita-(La) pertany a «09.B - Estructures de sorosilicats amb grups barrejats de SiO₄ i Si₂O₇; cations en coordinació octaèdrica [6] i major coordinació» juntament amb els següents minerals: al·lanita-(Ce), al·lanita-(Y), clinozoisita, dissakisita-(Ce), dol·laseïta-(Ce), epidota, epidota-(Pb), khristovita-(Ce), mukhinita, piemontita, piemontita-(Sr), manganiandrosita-(La), tawmawita, manganipiemontita-(Sr), ferrial·lanita-(Ce), clinozoisita-(Sr), manganiandrosita-(Ce), dissakisita-(La), vanadoandrosita-(Ce), uedaïta-(Ce), epidota-(Sr), al·lanita-(Nd), ferrial·lanita-(La), åskagenita-(Nd), zoisita, macfal·lita, sursassita, julgoldita-(Fe2+), okhotskita, pumpel·lyïta-(Fe2+), pumpel·lyïta-(Fe3+), pumpel·lyïta-(Mg), pumpel·lyïta-(Mn2+), shuiskita, julgoldita-(Fe3+), pumpel·lyïta-(Al), poppiïta, julgoldita-(Mg), ganomalita, rustumita, vesuvianita, wiluïta, manganovesuvianita, fluorvesuvianita, vyuntspakhkita-(Y), del·laïta, gatelita-(Ce) i västmanlandita-(Ce).

## Formació i jaciments
Es sol trobar a filons de barita que tallen la roca calcària dolomítica metamorfosejada. Va ser descoberta a la mina Buca della Vena, a Ponte Stazzemese, Stazzema (província de Lucca, Toscana, Itàlia).